# Pachyphyllum
Pachyphyllum là một chi phong lan trong họ Orchidaceae) và là chi duy nhất của phân tông Pachyphyllinae. Có 50 loài, phân bố chủ yếu ở bắc Nam Mỹ và một vài loài ở México.